# Nikolaos Zerwas
Nikolaos Zerwas (gr. Νικόλαος Ζέρβας; ur. 1800 w Suli, zm. 1849 w Agrinio) – grecki wojskowy w stopniu generała, uczestnik wojny o niepodległość Grecji. W 1827 roku wziął udział w bitwie pod Analatos, a w marcu następnego roku jego siły wyparły wojska osmańskie z Menidionu.